# Corona (космическая программа)
Corona — американская космическая программа оборонного назначения. Была разработана Управлением по науке ЦРУ при поддержке ВВС США. Предназначалась для слежения за наземными объектами потенциального противника, в основном, СССР и КНР. Действовала с июня 1959 до мая 1972 года. Название программы не является акронимом.
В рамках программы были запущены спутники моделей KH-1, KH-2, KH-3, KH-4, KH-4A и KH-4B (от англ. KeyHole — замочная скважина). Спутники были оснащены длиннофокусными широкоформатными фотокамерами и другими приборами наблюдения. Всего в рамках программы Corona было запущено 144 спутника, 102 из которых сделали полезные снимки.
В настоящее время снимки системы Corona широко применяются для мирных целей, в частности, в археологии и геодезии.

## История
Программа Corona начиналась в 1956 году под названием «Discoverer» («Открыватель») как часть программы разведывательных космических аппаратов WS-117L ВВС США. WS-117L основывалась на рекомендациях и разработках корпорации RAND. ВВС утверждают, что «местом рождения программы Corona» является станция ВВС США Онидзука. В мае 1958 министерство обороны приказало передать программу WS-117L в ARPA. В 1958 финансовом году воздушные силы профинансировали программу WS-117L на уровне 108,2 миллиона долларов (с поправкой на инфляцию это 870 миллионов в 2012). В 1959 финансовом году ВВС и ARPA совместно потратили 132,3 миллиона долларов на проект Discoverer (с поправкой на инфляцию это будет 1,05 миллиарда в 2012), а в 1960—101,2 миллиона долларов (800 миллионов в ценах 2012).
Проект Corona получил ускоренное развитие после того, как СССР удалось сбить самолёт-шпион У-2 над своей территорией в мае 1960 года.

## Технологии
Спутники использовали 70-миллиметровую плёнку, камеры с 24-дюймовым фокусным расстоянием. Изготовленная компанией Eastman Kodak, плёнка изначально имела толщину 0,0003 дюйма (0,0076 мм) и обладала разрешением 170 строк на 0,04 дюйма (1,0 мм), контрастностью 2: 1 (в сравнении с лучшими образцами для аэрофотосъёмки, созданными во время Второй мировой войны, регистрировавшими не более 50 линий на мм, 1250 на дюйм). Подложка на основе ацетата была позже заменена подложкой на основе полиэфира, обладавшей большей прочностью в условиях космоса. Количество плёнки, заряженной в спутник, со временем увеличилось: первоначально каждый спутник нёс 8000 футов (2400 м) плёнки для каждой камеры, в общей сложности 16 000 футов (4900 м) плёнки, затем уменьшение её толщины позволило разместить в пятом поколении спутников 16 000 футов (4900 м) плёнки для каждой камеры, в общей сложности 32 000 футов (9800 м) на спутник. Большая часть отснятого фильма была чёрно-белой. Инфракрасная плёнка использовалась только в миссии 1104, а цветная плёнка — в миссиях 1105 и 1008. Цветная съёмка обладала меньшим разрешением, поэтому в дальнейшем не использовалась.
Камеры производства Itek Corporation содержали f/5-трёхлинзовый объектив с фокусным расстоянием 12-дюймов (304,8000000 мм), с диаметром линз 7 дюймов (177,8000000 мм), аналогичные объективам Tessar, разработанным немецкой компанией Zeiss.. Длина камеры варьировалась от 5 футов (1,5 м) в ранних вариантах до 9 футов (2,7 м) в более поздних. Начиная со спутников KH-4 использовались объективы Petzval lense с диафрагмой f / 3.5. Объективы были панорамными и могли отклоняться в пределах 70 ° перпендикулярно направлению орбиты. Панорамный объектив позволял фотографировать более широкими полосами, а искажения на краях удавалось компенсировать поворотами камер. Объектив камеры находился в постоянном движении, чтобы избежать размытия из-за смещения спутника вдоль орбиты.
Первые спутники были оснащены одной камерой, однако впоследствии стали применять две основные камеры, передняя из которых была наклонена на 15 ° назад, а задняя на 15 ° вперёд, результатом чего было стереоскопическое изображение. Поздние конструкции системы использовали три камеры, третья из которых сохраняла «индексные» фотографии объектов для удобства ориентирования. Развёрнутая в 1967 году модификация J-3 размещала камеру внутри специального барабана, совершавшего возвратно-поступательные движения, что позволяло самой камере быть неподвижной. Применение барабана также создавало возможность применения до двух фильтров и до четырёх различных диафрагм, что значительно улучшало вариативность изображений, добываемых спутником. Разрешение первых вариантов спутника позволяли различать объекты 40 футов (12 м) в диаметре, а начиная с версии KH-3 10 футов (3,0 м) в диаметре. Поздние миссии значительно превосходили их по этому параметру, снизив его до всего лишь 5 футов (1,5 м). Один запуск был выполнен с разрешающей способностью до 1 фут (0,30 м), но ограниченное поле обзора было признано неэффективным, поэтому в основном использовалось разрешение 3 фута (0,91 м).
Первые миссии страдали от случаев таинственного запотевания границ и ярких полос, случайным образом появлявшихся на возвращённой плёнке. Командой учёных и инженеров как внутри проекта, так и сторонних (среди них Луис Альварес, Сидни Белднер, Мальвин Рудерман, Артур Глайнс, Сидни Дрелл), была установлена причина — электростатические разряды (так называемые коронные разряды) между трущимися деталями механизма. Исправления включали заземление компонентов, изменение материала роликов плёнки на не генерирующие статического электричества, контроль температуры и более чистую внутреннюю среду. Наиболее эффективной оказалась предварительная проверка работы механизма с полной загрузкой плёнки и прокручивания её без экспозиции, а затем проявка и выявление засветов. Если ничего не было обнаружено или наблюдаемый эффект был в пределах допустимых уровней, кассеты сертифицировались для использования и загружались свежей плёнкой для запуска миссии.
Высота расположения первых спутников составляла 100 миль (160 км) над поверхностью Земли, более поздние миссии вращались ниже на высоте в 75 миль (121 км).. В первых вариантах спутники дополнительно были закручены вдоль своей оси, чтобы сохранять стабильное направление, а камеры делали снимки только когда оказывались нацелены на Землю. Производитель объективов Itek, однако, предложил стабилизировать спутник по всем трём осям, сохраняя камеры постоянно направленными на Землю и, начиная с версии спутника KH-3, стали делаться снимки нескольких ключевых звёзд с помощью «камеры горизонта», , благодаря чему двигатели спутника выравнивали его в правильном направлении. Начиная с 1967 года использовались две камеры горизонта, система была известна как двойная улучшенная камера звёздного индекса (DISIC).
Для калибровки съёмки использовалась мишень, расположенная близ города Каса-Гранде (Аризона). Она представляла собой набор бетонных стрелок, выполненных на земле в южной части города и в пригороде.

### Возврат плёнки
Отснятая плёнка возвращалась на Землю с помощью капсулы (прозванной «ведро для плёнки»), разработанной General Electric, которая отделялась от спутника и падала под действием гравитации. В конце траектории на высоте 60 000 футов (18 км) сбрасывался защитный тепловой экран и разворачивались парашюты. На спускающуюся под парашютом капсулу охотился самолёт со специальным крюком, в случае неудачи капсула падала в воду, где постепенно растворялась соляная пробка и капсула тонула через заданный промежуток времени в двое суток, если её не подбирали ВМС США. После истории об обнаружении капсулы венесуэльскими фермерами в середине 1964 года, опубликованной агентством Рейтерс, на капсулах перестали писать «СЕКРЕТНО», и стали предлагать вознаграждение за их возвращение в Соединённые Штаты на восьми языках. Начиная с рейса № 69 была внедрена система с двумя капсулами, что позволяло спутнику перейти в пассивный «зомби-режим» длительностью до 21 дня, после чего продолжить делать снимки. Начиная с 1963 года ещё одним усовершенствованием стала «Lifeboat», система с батарейным питанием, которая позволяла катапультировать капсулу в случае сбоя питания. Проявка и обработка плёнки производилась на предприятии Eastman Kodak Hawkeye в городе Рочестер (Нью-Йорк).
«Ведро» позже был адаптировано для спутников KH-7 GAMBIT (англ.), которые делали фотографии с более высоким разрешением.

## Рассекречивание
Снимки рассекречивались порциями в 1996, 2002 и 2013 годах. С 2010-х годов они доступны для загрузки на сервере Геологической службы США  Архивная копия от 5 сентября 2017 на Wayback Machine. Первый заказчик, скачивающий определённую территорию, оплачивает стоимость сканирования, далее это изображение могут бесплатно скачать любые желающие.

## Любопытные факты
Первый же удачный полёт спутника по программе Corona принёс больше разведданных, чем все предшествующие полёты U-2, вместе взятые.
Фильм «Полярная станция „Зебра“» (1968) по одноимённому роману Алистера Маклина (1963) завязывается вокруг пропавшей капсулы системы Corona, по всей видимости, приводнившейся вблизи архипелага Шпицберген, о чём сообщали в новостях 17 апреля 1959 г. Не исключена возможность, что она попала в руки к советским контрразведчикам, хотя более вероятно, что по истечении заданного срока она просто утонула.
Программа Corona упоминается в игре Call of Duty: Black Ops 2.